# Gilles Ledure
Gilles Ledure (Leuven, 16 november 1970) is sinds het seizoen 2011-2012 algemeen directeur van het Brusselse Flagey en vanaf 2019 juryvoorzitter van de instrumentale sessies van de Koningin Elisabethwedstrijd.

## Biografie
Ledure is de zoon van een Franse vader en een Vlaamse moeder. Hij studeerde rechten (1991) en musicologie (1995), en behaalde een postgraduaat in bedrijfseconomie (2002). Van 1994 tot 1998 was hij adjunct-archivaris bij De Munt. Daarna was hij tot 2006 artistiek verantwoordelijke bij het Nationaal Orkest van België en vervolgens in het seizoen 2006-2007 directeur van het Orchestre Philharmonique du Luxembourg.  Van 2007 tot 2011 was hij artistiek directeur van het Orchestre national de Lille waar hij het Lille Piano Festival oprichtte en leidde. Vanaf het seizoen 2011 is hij algemeen en artistiek directeur van Flagey. Op 2 oktober 2018 werd bekend dat hij Arie Van Lysebeth (1938) zou opvolgen als juryvoorzitter van de instrumentale sessies van de Koningin Elisabethwedstrijd.
In 2015 werd hij benoemd tot Ridder in de Orde van Kunst en Letteren van Frankrijk.